# Lia Timmermans
Cecilia „Lia“ Timmermans (* 9. August 1920 in Lier; † 14. Juni 2002 in Ostende) war eine flämische Schriftstellerin und Dichterin.

## Leben
Sie war die Tochter des Schriftstellers Felix Timmermans und erste Hofdame der Königin Fabiola. Sie studierte Kunstgeschichte und Archäologie an der K.U. Leuven, war verheiratet mit dem Reeder Lou Apeslagh und zog 1946 mit ihm nach Ostende. Ihr Grab befindet sich auf dem Friedhof Stuiverstraat in Ostende.

## Werke
- Widdel en Waddel (1968–1972), Kinderbuchserie
- Janneke en Mieke (1963–1967), Kinderbuchserie
- Sabine Mardagas (1963)
- Verlorener Sommertag (Verloren zomerdag) (1959)
- De ridder en zijn gade (1955)
- Mijn vader (1951)

## Auszeichnungen
- 1952: Literaturpreis der Provinz Antwerpen für Mijn vader.
- 1966: Referendumprijs voor het Kinderboek (Vorläufer des Bücherlöwens) für Janneke en Mieke.